# Стрілецька, 20
Будинок № 20 — кам'яниця у складі садиби, розташованої на Стрілецькій вулиці у Києві.

## Історія кам'яниці
Кам'яниця збудована на початку ХХ сторіччя за проєктом київського архітектора Всеволода Обремського.
Близько 1922 року садибу націоналізували більшовики. 1975 року мешканців відселили. Будівлю передали Міській клінічній лікарні, розташованій на території колишньої садиби Товариства швидкої медичної допомоги, на Рейтарській вулиці, 22, згодом міському клінічному ендокринологічному центру. Під час капітального ремонту в 1975—1981 роках будівля втратила своє первісне оформлення інтер'єрів.
У 2000—2001 роках проведено додаткові ремонтні роботи.
2017 року торцеву частину розписали муралом.

## Архітектура
Чотириповерхова цегляна, пофарбована у зелений колір, Т-подібна у плані будівля має цокольний напівповерх, вальмовий дах і бляшану покрівлю.
Фасад виконаний у цегляному стилі. Композиція симетрична. Площина стін розчленована розкріповками, які увінчані прямокутними фронтонами.
Вікна на третьому поверсі — аркові, на першому — із замковим каменем.

## Мурал

Мурал «Карусель»

2017 року організатори артпроєкту «City Art» запросили до Києва польського художника Маріуша Вараса (пол. Mariusz Waras), відомого як M-city. Він уже відвідував місто і розписував мури в галереї «Лавра». Митець народився в Гдині. Закінчив факультет графічного мистецтва в Академії образотворчих мистецтв у Гданську. На батьківщині його називають одним із найвідоміших польських вуличних художників. Він став автором сотні муралів у всьому світі. Його твори є в Гданську, Кракові, Парижі, Будапешті, Ріо-де-Жанейро, Сан-Паоло. M-city розписав болід фінського автогонщика Кімі Ряйкконена, диспетчерської вежі у Ставангері, що в Норвегії, та інші об'єкти. Найголовніша тема його робіт — урбаністичний пейзаж. За словами Маріуша Вараса, у його творах відбувається мистецька гра з різними формами міської інфраструктури. Стилю стрит-артеру притаманне використання монохромної гами.
У грудні 2017 року, попри сніг і дощ, M-city завершив на торці п'ятиповерхової будівлі мурал «Карусель». На ньому в техніці трафарету зображені чорно-білі автомобілі, які обертаються на каруселі. Техніку оперізує блакитний чи то електричний струм із двигуна, чи то стрічка звуку з колонок.